# Pongrac
Pongrac je naselje u slovenskoj Općini Žalecu. Pongrac se nalazi u pokrajini Štajerskoj i statističkoj regiji Savinjskoj. 

## Stanovništvo
Prema popisu stanovništva iz 2002. godine naselje je imalo 798 stanovnika.